# 443 Photographica
Photographica (asteroide 443) é um asteroide da cintura principal com um diâmetro de 26,68 quilómetros, a 2,12688156 UA. Possui uma excentricidade de 0,04003295 e um período orbital de 1 204,54 dias (3,3 anos).
Photographica tem uma velocidade orbital média de 20,01009986 km/s e uma inclinação de 4,23045446º.
Este asteroide foi descoberto em 17 de Fevereiro de 1899 por Max Wolf, Arnold Schwassmann.